# Matt Beard
Matt Beard (født 9. januar 1978) er en engelsk fodboldtræner, som er cheftræner for West Ham United F.C. Women, der spiller i FA Women's Super League. Han har været træner i klubben siden Juni 2018.
Han har tidligere trænet flere kvindetophold. Senest trænede han amerikanske Boston Breakers i National Women's Soccer League, fra 2016 ti 2017. Han har også fortid i Liverpool F.C. Women og Chelsea F.C. Women.
Han vandt FA Women's Super League i 2013 og 2014, med Liverpool F.C. Women og Surrey County Cup i 2009, 2010 og 2012. Han nåede seneste finalen ved FA Women's Cup i 2019, med West Ham United, men blev besejret i finalen 0-3, til Manchester City W.F.C..